# Дельфино, Джузеппе
Джузе́ппе Дельфино (итал. Giuseppe Delfino, 22 ноября 1921, Турин, Италия — 10 августа 1999, Палаццо Канавезе, провинция Турин, Италия) — итальянский фехтовальщик, 4-кратный олимпийский чемпион и 6-кратный чемпион мира. Специализировался в фехтовании на шпагах.
По количеству золотых олимпийских медалей среди итальянских фехтовальщиков уступает только прославленным Эдоардо Манджаротти, Недо Нади и Валентине Веццали (по 6 наград).
Победа Дельфино в личном первенстве шпажистов на Олимпиаде-1960 в Риме стала для итальянцев шестой подряд в этой дисциплине с 1932 года. Однако следующей победы в этом виде Италии пришлось ждать долгие 48 лет, пока в 2008 году в Пекине наконец не победил Маттео Тальяриоль.
Знаменосец сборной Италии на Олимпиаде-1964 в Токио. Там же в 42-летнем возрасте Дельфино завоевал свою последнюю олимпийскую награду.